# Hiroshi Hatano
Hiroshi Hatano (født 22. december 1984) er en tidligere japansk fodboldspiller.
Han har spillet for flere forskellige klubber i sin karriere, herunder Kamatamare Sanuki.